# Mount Perkins
Mount Perkins ist ein 1185 m hoher Berg im westantarktischen Marie-Byrd-Land. In den Ford Ranges ragt er am östlichen Ende der Fosdick Mountains auf. 
Teilnehmer der zweiten Antarktisexpedition (1933–1935) des US-amerikanischen Polarforschers Richard Evelyn Byrd entdeckten ihn bei einem zwischen dem 15. und 16. Dezember 1934 durchgeführten Flug. Namensgeber ist Jack Elton Perkins (1914–1963), Leiter der biologischen Mannschaft bei der United States Antarctic Service Expedition (1939–1941), die dieses Gebiet im Dezember 1940 erkundet hatte.